# Halesus (Lapithe)

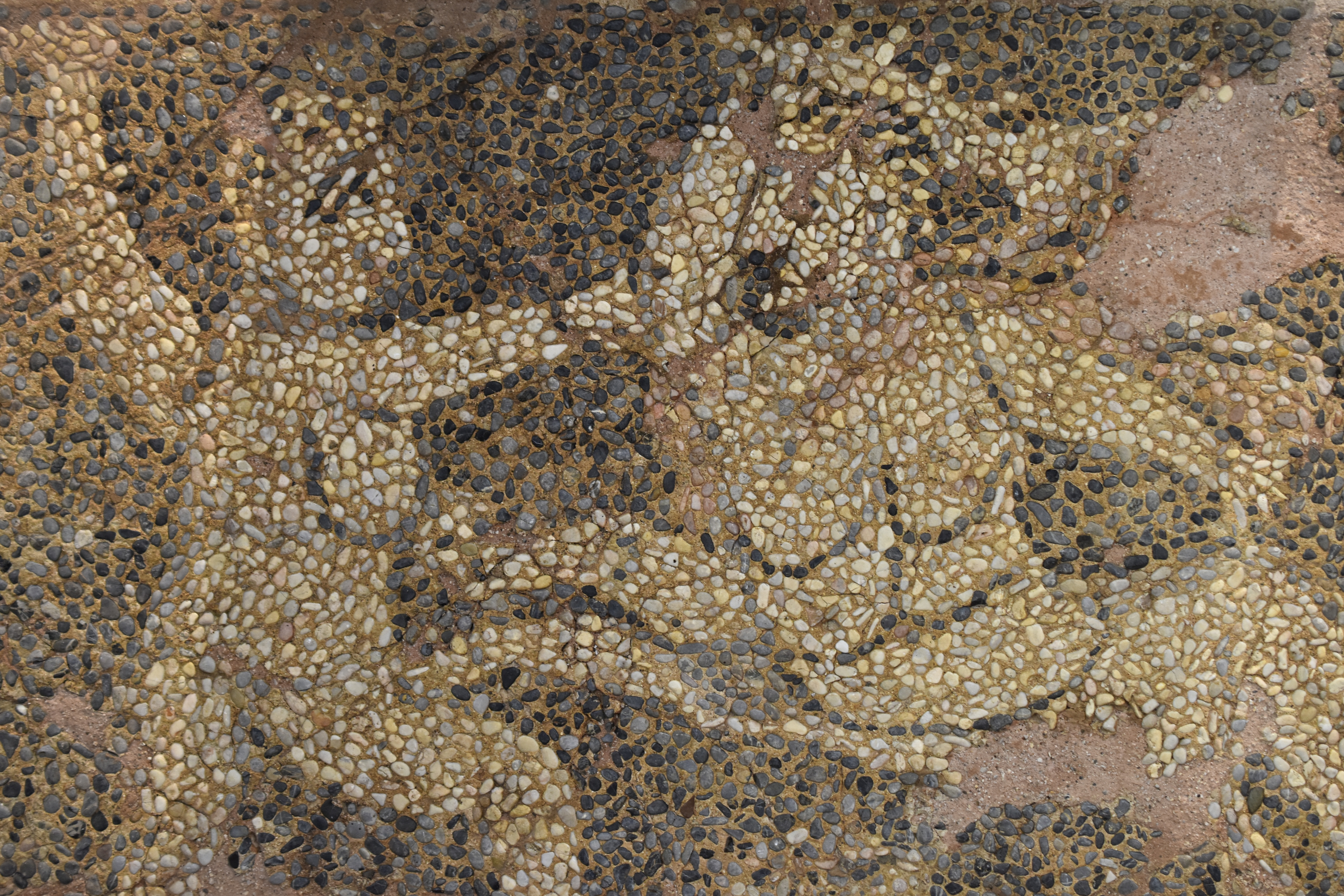
Mosaik, 2. Jh. v. Chr., Kentaur attackiert einen Lapithen.

Halesus ist in der griechischen Mythologie ein Lapithe, der in der Kentauromachie auf der Hochzeit des Peirithoos vom Kentauren Latreus getötet wird. Einzige Quelle ist das zwölfte Buch der ovidischen Metamorphosen.

## Name
Es gibt Namensvarianten: Halaesus, Alesus und aus dem Griechischen abgeleitet: Ἀλήσιος, Alḗsios oder Ἀλαίσος, Alaísos. Möglicherweise ist er von Ovid „in Anlehnung an Halesus-Halaesus, den mythischen Gründer von Falerii“, übernommen worden.
Im Namen steckt etymologisch die Wurzel „hal-, hoch sein“.

## Mythos
Die Erzählung ist mit zwei Versen sehr kurz, Halesus bleibt ein Unbekannter, nur seine Waffen sind von Interesse.

### Text
„462 Sieh, mit der Beute bewehrt vom emathischen Kämpfer Halesus, / den er erlegt, dringt vor, an Gliedern und Leibe gewaltig, / Latreus ... 466 ... mit Schild und Schwert und mit makedonischer Lanze.“ (Übersetzung Suchier)
„462 provolat Emathii spoliis armatus Halesi, / quem dederat leto, membris et corpore Latreus / maximus ... 466 ... clipeo galeaque Macedoniaque sarissa.“ (Original Ovid)

### Erläuterungen
Ovid erwähnt Halesus‘ Tod nebenbei im kurzen Relativsatz, wichtiger ist die „Beute“ (spolium). Im Mittelpunkt steht das Vorstürmen des gefährlichen Kentauren Latreus, der die gesamte Waffenausrüstung (spolia) des Halesus erbeutet, um sich mit dieser auf den Lapithen Kaineus zu stürzen. Normalerweise kämpfen Kentauren mit Felsbrocken, Bäumen und Ästen, umso gefährlicher wird Latreus mit seiner Beute – hervorgehoben wird die sehr lange makedonische Lanze (Sarissa) – umso größer ist im darauf folgenden Kampf der Ruhm des Kaineus, an dem er scheitern wird.